# Кайшядориська дієцезія

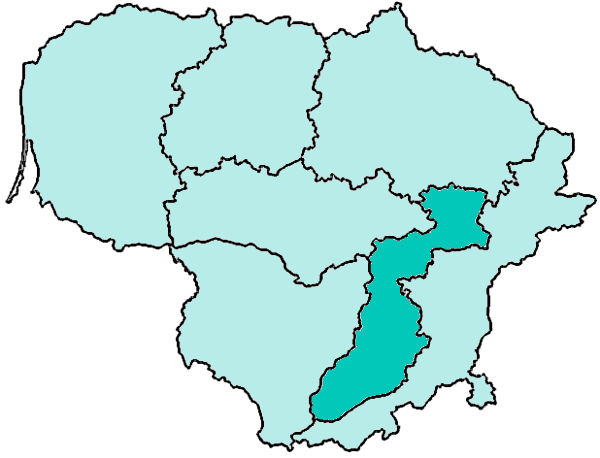
Кайшядориська дієцезія

Кайшядориська дієцезія (лат. Dioecesis Kaisiadorensis, лит. Kaišiadorių vyskupija) — одна з семи католицьких дієцезій латинського обряду в Литві з кафедрою в місті Кайшядорис (Каунаський повіт). Входить до складу церковної провінції Вільнюса. Є суфраганною дієцезією Вільнюської архідієцезії. Латинська назва дієцезії — «Dioecesis Kaisiadorensis». Кафедральний собор Кайшядориської дієцезії — церква Преображення Господнього.
Дієцезія заснована в 1926 році. Єпископом Кайшядориської дієцезії від 11 лютого 2012 року є Йонас Іванаускас.

## Ординарії дієцезії
- єпископ Юозапас Кукта (5.04.1926 — 16.06.1942)
- архієпископ Теофілюс Матульоніс (9.01.1943 — 20.08.1962)
- Повилас Бакшис (капітульний вікарій 13.06.1962 — 1973);
- кардинал Вінцентас Сладкявічус, M.I.C. (Апостольський адміністратор 15.07.1982 — 10.03.1989);
  - єпископ Юозапас Матуляйтіс (апостольський адміністратор 10.03.1989 — 24.12.1991);
- єпископ Юозапас Матуляйтіс (24.12.1991 — 11.02.2012);
- єпископ Йонас Іванаускас (11.02.2012 — дотепер).